# 페루 솔

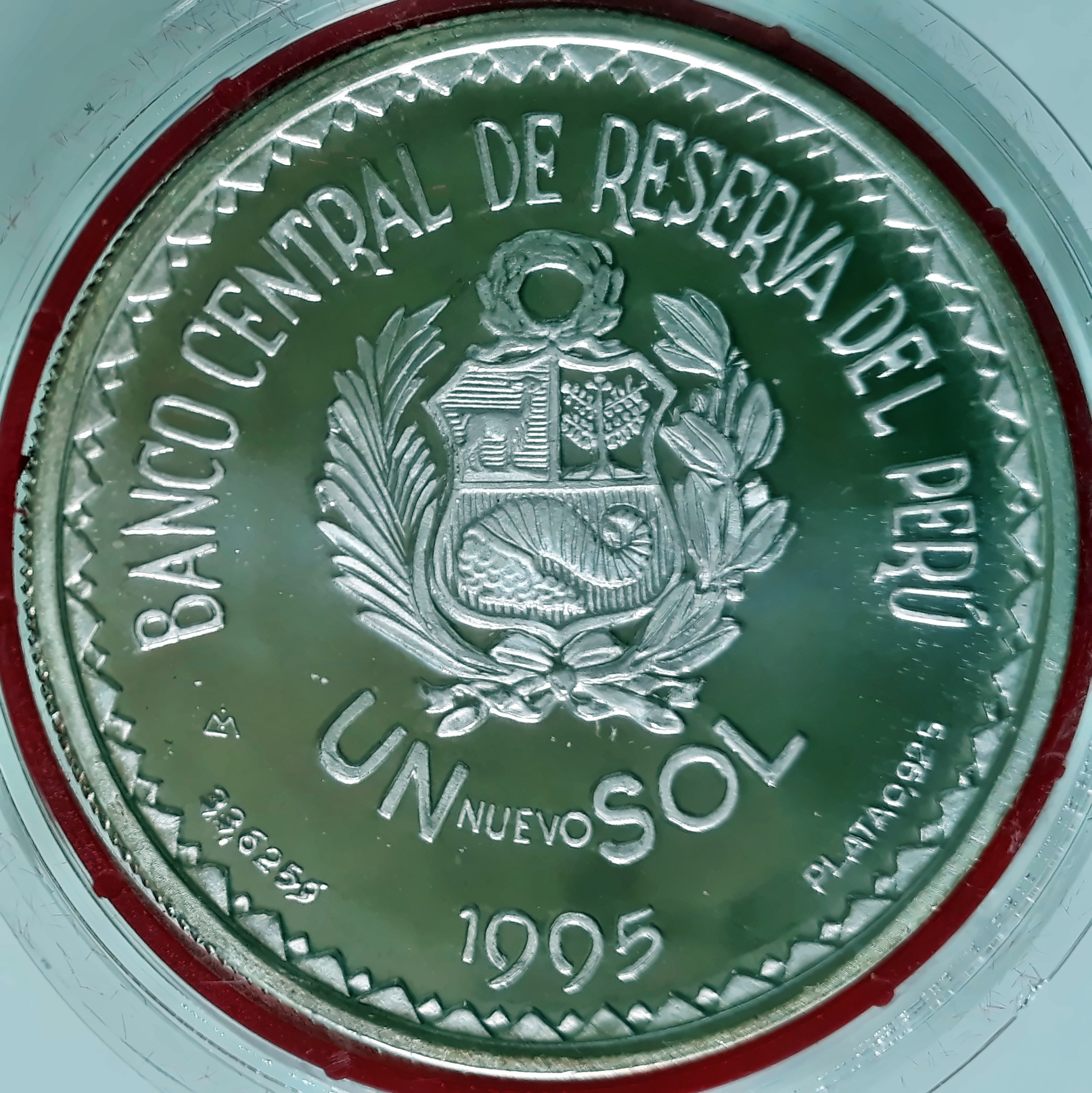

솔(스페인어: sol, 복수형: soles)은 페루의 통화로 1 솔은 100 센티모(céntimos)에 해당된다. "솔"은 스페인어로 "태양"을 뜻하며 1863년부터 1985년까지 통용된 페루의 통화이기도 하다.
페루는 1985년에 도입한 인티의 인플레이션이 심해지자 1991년 7월 1일에 1,000,000 인티스 = 1 누에보 솔(nuevo sol)의 화폐 개혁을 시행했다. 2015년 11월 13일 페루 의회는 자국의 통화 명칭을 누에보 솔에서 솔로 변경하는 안건을 통과시켰으며 이 안건은 2015년 12월 15일을 기해 시행되었다. 현재는 1, 5, 10, 20, 50 센티모, 1, 2, 5 솔 동전과 10, 20, 50, 100, 200 솔 지폐가 통용된다. 1솔은 수집가들을 위해 기념주화로 매년 앞면 디자인이 다르게 출시되고 있다고하며 1, 5 센티모는 낮은 가치로인해 거의 사용되지 않는다고 한다.

## 같이 보기
- 페루의 경제
- 페루 인티